# Bílá (hrad)
Hrad Bílá stával na Baranské skále na vrchu Skalka v Beskydech, asi 4 km na jihovýchod od Starých Hamrů, nedaleko silnice z Ostravice přes Turzovku do Čadci. Katastrálně spadá pod Bílou.

## Historie
O hradě se nedochovaly žádné písemné zmínky, tudíž při rekonstrukci historie musíme vycházet pouze z informací, které nám přinesl archeologický výzkum. Pravděpodobně se jednalo o celní či strážní hrádek a jeho existence je datována do období od 2. poloviny 14. a na počátku 15. století. Jeho funkcí bylo střežit cestu z Uher na Moravu. Podle dosud zjištěných indicií nejspíš tvořil součást opevnění na moravsko-uherské hranici. Další částí tohoto opevnění byl zřejmě i nedaleký hrad Čeladná. Za zánikem Bílé podle všeho stojí husitské války. Odborná veřejnost hrad objevila až v roce 1989 a od té doby jej prozkoumala řada historiků (např. P. Kouřil, J. Tichánek aj.)